# Omu' de la Zoo (film)
Omu' de la Zoo (titlu original Zookeeper) este un film american din 2011, în regia lui Frank Coraci. Este scris de de Kevin James, Nick Bakay, Rock Reuben, Jay Scherick și David Ronn.